# Њитра на Ипељу
Њитра на Ипељу (слч. Nitra nad Ipľom) насељено је мјесто са административним статусом сеоске општине (слч. obec) у округу Лучењец, у Банскобистричком крају, Словачка Република.

## Становништво
| Година:    | 1994. | 2004.    | 2014.    | 2024.   |
| ---------- | ----- | -------- | -------- | ------- |
| Број људи: | 244   | 283      | 367      | 374     |
| Разлика:   |       | +15,98 % | +29,68 % | +1,90 % |

| Година:    | 2023. | 2024.   |
| ---------- | ----- | ------- |
| Број људи: | 375   | 374     |
| Разлика:   |       | -0,26 % |

Према подацима о броју становника из 2011. године насеље је имало 346 становника.